# Syncalathium
Syncalathium là một chi thực vật có hoa trong họ Cúc (Asteraceae).

## Loài
Chi Syncalathium gồm các loài: